# Heinrich Kratz
Heinrich Kratz, O. Hosp. SJ H, foi um prelado católico romano que serviu como bispo auxiliar de Naumburg (1484–?).

## Biografia
Heinrich Kratz foi ordenado sacerdote na Ordem dos Hospitalários. No dia 28 de janeiro de 1484, foi nomeado pelo Papa Sisto IV como Bispo Auxiliar de Naumburg e Bispo Titular de Callipolis. A 22 de fevereiro de 1484, foi consagrado bispo por Pierre Fridaricus, bispo de Nisyros, na igreja de Santa Maria dell'Anima em Roma, com Giuliano Maffei, bispo de Bertinoro, e Christophe de Ragusa, bispo de Modruš, servindo como co-consagradores.